# Antonino De Leo (garibaldino)

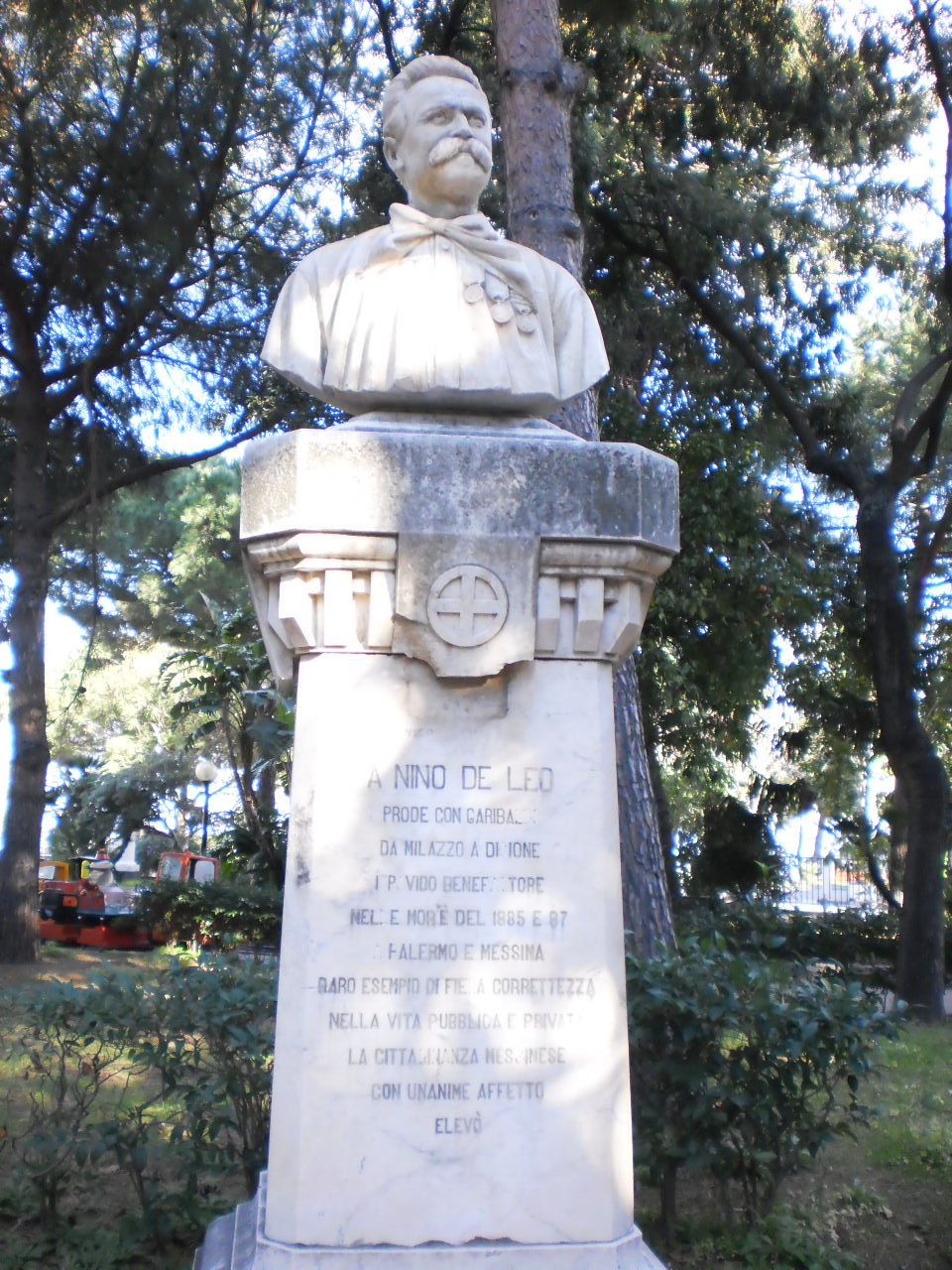
Nino De Leo

Antonino De Leo detto Nino (Messina, 25 ottobre 1843 – Messina, 28 dicembre 1908) è stato un patriota italiano.

## Notizie biografiche
Nacque a Messina nel 1843; nel corso della Spedizione dei Mille (a soli 17 anni) si distinse nella battaglia di Milazzo; combatté poi sul Volturno nel reparto dei Cacciatori dell'Etna.
Dopo l'Unità d'Italia, essendo fraterno amico di Giuseppe Mazzini, seguì Garibaldi, prima in Trentino e poi a Monterotondo e a Mentana.
Dopo aver conseguito la laurea in ingegneria, raggiunse L'Eroe dei due mondi a Épinac, ove curò la progettazione delle fortificazioni dei luoghi, e partecipò alla battaglia di Talant, la terza delle tre giornate di Digione.
Rientrato definitivamente in Sicilia, lo troviamo attivamente impegnato a Palermo, nel dare soccorso alla popolazione colpita dall'epidemia di colera del 1887. Tra il 1905 e il 1906 progettò l'acquedotto di Troina, dirigendone anche i lavori di costruzione. Fu anche consigliere provinciale e consigliere comunale della città di Messina fino alla morte.
Massone, fu membro della Loggia Mazzini e Garibaldi di Messina .
Morì tragicamente a Messina, vittima del Terremoto del 1908. Venne tumulato nel Gran Camposanto di Messina. Un busto marmoreo, opera di Giovanni Scarfì, che ancora oggi lo ricorda è collocato a Messina nei giardini pubblici di Villa Mazzini.